# Destiny Unchain Online ~在遊戲裡化身吸血鬼少女，獲得『赤紅魔王』稱號~
《Destiny Unchain Online ~在遊戲裡化身吸血鬼少女，獲得『赤紅魔王』稱號~》是連載於KAKUYOMU的輕小說系列，resn著作、ヤチモト繪畫的VR題材作品。輕小說和漫畫於2022年書籍化，並由讲谈社發售。

## 故事簡介
有著神級玩家技能、被稱為「獵頭」的遊戲玩家滿月紅在作為完全潛行式VR遊戲《Destiny Unchain Online》的開發者的要求下，紅成為了新設備的測試員。但遊戲從一開始就充滿程序错误，紅最終被迫扮演吸血鬼種族的女孩三個月，並且無法退出。

## 登場人物

### Destiny Unchain Online

#### 露艾希亞連王同盟國

##### 露艾希亞
滿月紅 / 可莉姆
15歲。本作主角，初中學生、喜歡PVP的玩家、《世界危機》中被其餘玩家稱為「獵頭可莉姆」、「紅騎士」等。VR遊戲《Destiny Unchain Online》中為吸血鬼種族。公會露艾希亞的會長兼露艾希亞連王同盟國女王，三大魔王之中的「紅之魔王」。
實際上是人類與吸血鬼﹙在該作世界觀中吸血鬼只有女性﹚的混血兒。在小時候失控咬了青梅竹馬聖的頸部，事後對肉類十分抗拒。由於在《Destiny Unchain Online》中選擇成為尊貴緋紅，因此由男性性轉為女性。弱點是幽靈。由於重新構築身體需時，因此在三個月內一直保持登入狀態躺在以再生治療膠囊為基礎的新型傳輸裝置中玩遊戲。
古谷聖/芙蕾雅
15歲。本作女主角，昴的雙胞胎姐姐，要和茜的女兒。紅的青梅竹馬。喜歡紅。由於小時候被失去理性的紅咬了頸部而留下了傷痕。VR遊戲《Destiny Unchain Online》中為高等精靈。
古谷昴/弗雷
15歲。聖的雙胞胎弟弟，要和茜的兒子。紅的青梅竹馬。VR遊戲《Destiny Unchain Online》中為高等精靈。
刀彌雛菊/雛菊
隆久和桔梗的女兒。紅的弟子，十分討厭PK，奉行「PK即殺」的原則。VR遊戲《Destiny Unchain Online》中為銀狐。專用武器是摩＝圖鍛造的太刀「鬼切太刀」。露艾希亞中最年幼的成員。弱點是幽靈。
工藤深雪/莉可莉絲
龍之介和沙羅的女兒。個性容易害羞，不擅長與人交流。VR遊戲《Destiny Unchain Online》中為融機人。喜歡昴。
工藤龍之介/龍之介
深雪的父親、沙羅的丈夫。現實中是一名知名的插畫師，也是沙羅You Tuber「曼珠莎拉」時期虛擬形象和背景的製作人。VR遊戲《Destiny Unchain Online》中為人類。屬於非戰鬥組。在露艾希亞中負責製作影片。
工藤沙羅/莎拉（サラ）
深雪的母親、龍之介的妻子。現實中是一名護士。在結婚前是知名You Tuber「曼珠莎拉」。VR遊戲《Destiny Unchain Online》中為人類。屬於非戰鬥組，負責影片監製。
島崎翡翠/翡翠
沙羅的同事，現實中是一名護士。VR遊戲《Destiny Unchain Online》中為獸人。屬於非戰鬥組，負責製造武器和防具。
後藤佳澄/霞
15歲。紅就讀班級的班長。VR遊戲《Destiny Unchain Online》中為人類。
飛田雪那/剎那
隼人的女兒。VR遊戲《Destiny Unchain Online》中為隱鬼。

#### 諾爾．格拉謝北方帝國
玖珂玲央/索爾萊昂
15歲。尤伯大公家的長子。綾芽和梨深的長子、伊莉絲的姪兒、尤莉亞的表哥、「杜乃宮學園」理事長奧雷奧的孫兒。十分溺愛表妹尤莉亞。VR遊戲《Destiny Unchain Online》中為德雷克﹙龍人﹚。公會「北之冰河」的會長兼諾爾．格拉謝北方帝國皇帝，三大魔王之中的「藍之魔王」。
萊因哈特．羅蘭德
15歲。玲央的侍從，羅蘭德伯爵家三男。VR遊戲《Destiny Unchain Online》中為人類。
修瓦爾
弓使。VR遊戲《Destiny Unchain Online》中為高貴精靈。
艾露蕾斯塔
女騎士。VR遊戲《Destiny Unchain Online》中為地精。
琉加
主坦克。VR遊戲《Destiny Unchain Online》中為龍人。
尤莉亞﹒尤伯﹒支倉/
玲史和伊莉絲的長女，玲央的表妹。VR遊戲《Destiny Unchain Online》中為光翼種。

#### 藍線共和國
風見曉斗/邵．星路
明莉的哥哥，誠和星露的兒子。VR遊戲《Destiny Unchain Online》中為暗影。公會「嵐蒼龍」的會長兼藍線共和國國王，三大魔王之中的「黑之魔王」。
風見明莉
曉斗的妹妹，誠和星露的女兒。VR遊戲《Destiny Unchain Online》中為暗影。

#### 其他玩家
緋上朱雀/朱雀
恭彌和京香的兒子。現役高中生遊戲玩家。「杜乃宮學園」的學生，紅、聖、昴、佳澄的學長，遊戲部的部員。VR遊戲《Destiny Unchain Online》中為人類。《Destiny Unchain Online》第一個勇者。
神樂坂櫻
春歌和櫻子的女兒。日本首宗女性同性生育的成功案例，由於身份過於敏感，因此有關於她和她的兩名母親的資訊被日本政府封鎖。「杜乃宮學園」的學生，紅、聖、昴、佳澄的學姐，遊戲部部長。另一個身份是知名VR歌姬霧須櫻。VR遊戲《Destiny Unchain Online》中為人類。
白鳥百合/碧安卡
PK公會「墓碑在跳舞」的會長。現實中是一名OL。VR遊戲《Destiny Unchain Online》中為人類。遊戲中由於在落冥山大量獵殺鬼人族NPC和玩家而被GM發佈討伐任務，在與紅的對決中察覺到對方就是昔日於《世界危機》時撃敗自己的「獵頭可莉姆」，幾乎被紅討伐時因索爾萊昂﹙玲央﹚的出現而一度脫險，企圖乘坐礦車逃離時，由於事前沒有調整礦車的路軌方向，因而在礦洞中繞了一圈後回到原本的地方，其後被等候多時的紅一行討伐。被討伐後對紅懷恨在心在網絡上造謠，導致了莉可莉絲﹙深雪﹚誤會紅是一個壞人。

#### NPC
摩＝圖
女性鬼人族，冶族第一武器工匠，冶族中實力最強的一員。教授玩家「太刀」技能的關鍵角色。喜歡飲酒和戰鬥。雛菊的太刀「鬼切太刀」的鍛造者。
椿姬
鬼人族公主。打算拜摩＝圖為師卻屢次遭到拒絕。
拉＝森
女性鬼人族，紅角隊隊長。
基＝迪爾
鬼人族，鬼人之村的村長，椿姬的父親。

### 現實世界相關者
滿月宙
紅的父親、天理的丈夫。VR遊戲《Destiny Unchain Online》的開發者。
滿月天理
原名為亞瑪莉莉絲。滿月紅的母親、宙的妻子。實際上並非人類而是來自「Gate」的吸血鬼，由於身為純種吸血鬼的緣故而無法在白天外出。前作《Worldgate Online》出場的角色。負責營運VR遊戲《Destiny Unchain Online》的公司「NTEC」的社長。與雛菊的母親桔梗關係惡劣，被對方稱作「吸血鬼奶奶」。
古谷要
聖和昴的父親、茜的丈夫。VR遊戲《Destiny Unchain Online》的營運人員之一。
古谷茜
聖和昴的母親、要的妻子。VR遊戲《Destiny Unchain Online》的營運人員之一。

### Worldgate Online相關者
支倉玲史
伊莉絲的丈夫、尤莉亞的父親。前作《Worldgate Online》的男主角。也是紅和昴小時候學習劍術的「支倉道場」館主的孫兒。擅長劍術，宙所製作的VR遊戲《Master of Swordman》敵方BOSS的動作原型，實力強大到紅從小到大也未能破關。為了守護伊莉絲和尤莉亞而拒絕繼承祖父的「支倉道場」。
伊莉絲﹒尤伯﹒支倉
原名為伊莉絲﹒阿多拉妲﹒維姆﹒艾蕾茵。玲史的妻子、尤莉亞的母親、玲央的姑姑、奧雷奧的義女。前作 《Worldgate Online》的主角和女主角。原本是一名男性，後性轉為女性。
刀彌桔梗
雛菊的母親，隆久的妻子。前作《Worldgate Online》出場的角色。稱號為「斬巫女」。十分討厭PK，教導雛菊「PK即殺」的原則的人。與紅的母親天理關係惡劣，被對方稱作「會走路的18禁」。
刀彌隆久
雛菊的的父親，桔梗的丈夫。前作《Worldgate Online》出場的角色。
飛田隼人
雪那的父親。前作《Worldgate Online》出場的角色。警察廳警備局所屬、隔離世界特別對策室的室長。
玖珂綾芽
現任尤伯大公。玲央的父親，梨深的丈夫。前作《Worldgate Online》出場的角色。在往返地球和「Gate」時會轉換性別。禁域淨部隊『守護輝師團」的第二代總長。
玖珂梨深
玲央的母親，梨深的妻子。前作《Worldgate Online》出場的角色。
奧雷奧﹒尤伯
玲央的祖父、尤莉亞的外祖父、綾芽的父親、伊莉絲的義父。「杜乃宮學園」理事長。前作《Worldgate Online》出場的角色。
神樂坂春歌
櫻的兩名母親之一，櫻子的同性伴侶。前作《Worldgate Online》出場的角色。由於身份過於敏感，因此有關於她、伴侶、女兒的資訊被日本政府封鎖。
神樂坂櫻子
櫻的兩名母親之一，春歌的同性伴侶。前作《Worldgate Online》出場的角色。由於身份過於敏感，因此有關於她、伴侶、女兒的資訊被日本政府封鎖。
緋上恭彌
朱雀的父親，京香的丈夫。前作《Worldgate Online》出場的角色。NTEC社的藝術總監。
緋上京香
朱雀的母親，恭彌的妻子。前作《Worldgate Online》出場的角色。NTEC社的策劃者。
空井悟
前世界綜合格鬥技冠軍。前作《Worldgate Online》出場的角色。禁域淨部隊『守護輝師團」的特別顧問。妻子是「Gate」的當地人。
風見誠
曉斗和明莉的父親，星露的丈夫。前作《Worldgate Online》出場的角色。貿易公司「海風商會」的代表董事，實際上是地球和「Gate」之間兩個世界交流的最高負責人。
風見星露
曉斗和明莉的母親，誠的妻子。前作《Worldgate Online》出場的角色。

## 出版書籍

### 輕小說
| 卷數 | 讲谈社        | 讲谈社                 |
| 卷數 | 發售日期      | ISBN                   |
| ---- | ------------- | ---------------------- |
| 1    | 2022年11月2日 | ISBN 978-4-065-27128-5 |
| 2    | 2024年8月2日  | ISBN 978-4-065-32365-6 |

### 漫畫
| 卷數 | 讲谈社        | 讲谈社                 | 東立出版社    | 東立出版社             |
| 卷數 | 發售日期      | ISBN                   | 發售日期      | ISBN                   |
| ---- | ------------- | ---------------------- | ------------- | ---------------------- |
| 1    | 2022年9月8日  | ISBN 978-4-065-29419-2 | 2024年4月15日 | ISBN 978-6-263-60946-4 |
| 2    | 2022年12月8日 | ISBN 978-4-065-29972-2 |               |                        |
| 3    | 2023年3月9日  | ISBN 978-4-065-30769-4 |               |                        |
| 4    | 2023年5月9日  | ISBN 978-4-065-31828-7 |               |                        |
| 5    | 2023年8月8日  | ISBN 978-4-065-32792-0 |               |                        |
| 6    | 2023年11月9日 | ISBN 978-4-065-33735-6 |               |                        |
| 7    | 2024年3月8日  | ISBN 978-4-065-35109-3 |               |                        |
| 8    | 2024年7月9日  | ISBN 978-4-065-36245-7 |               |                        |

## 外部連結
- KAKUYOMU （页面存档备份，存于）（日語）
- Magazine Pocket （页面存档备份，存于）（日語）